# Мейрхофер, Дэвид
Дэвид Гейл Мейрхофер (англ. David Gail Meirhofer; 8 июня 1949, Бозмен, Монтана,  — 29 сентября 1974, тюрьма округа Галлатин, штат Монтана) — американский серийный убийца, который в период с 19 марта 1967 года по 10 февраля 1974 года совершил убийство четырех человек, трое из которых были детьми в возрасте до 13 лет. Во время расследования убийств ФБР впервые применило для поиска подозреваемого метод создания психологического профиля личности преступника, который позволил охарактеризовать Дэвида Мейрхофера, с учетом индивидуальных особенностей совершения преступления и предугадать его дальнейшие действия. Мейрхофер считается первым серийным убийцей в истории США, который был разоблачен с помощью методов психологического профилирования, которые активно разрабатывались и совершенствовались ФБР в начале 1970-х.

## Биография
Дэвид Мейрхофер родился 8 июня 1949 года в городе Бозмен в семье Клиффорда и Элеонор Мейрхофер. Имел четырех братьев и сестер. Вскоре после его рождения семья переехала в небольшой город Манхэттен с населением около 1000 человек, благодаря чему Дэвид провел детство и юность в сельской местности. Мейрхофер посещал «Manhatten High School», которую окончил в 1967 году. В школьные годы он слыл человеком меланхолического темперамента и, в силу своей интровертности, носил статус социального изгоя, по причине чего периодически подвергался нападкам других учеников. 
После окончания школы некоторое время Дэвид перебивался случайными заработками, после чего осенью 1968 года был призван в армию США. Он был зачислен в корпус морской пехоты 1 октября 1968 года и последующие несколько месяцев находился на военной базе в городе Сан-Диего, где изучал военную связь. После прохождения обучения он был направлен на военную базу «Marine Corps Air Station Cherry Point», расположенную на территории штата Северная Каролина. В 1969 году для дальнейшего несения службы Мейрхофер был отправлен на Вьетнамскую войну, где в течение последующих двух лет проходил службу в звании сержанта в составе 5-го батальона связи и занимался развёртыванием системы связи и обеспечением управления военными формированиями вооружённых сил во время боевых действий, за что впоследствии был награжден медалями «За службу национальной обороне», «За службу во Вьетнаме» и «За кампанию во Вьетнаме». В августе 1971 года Мейрхофер вернулся с войны в США, где продолжил военную службу на базе «Camp Pendleton», расположенной в округе Сан-Диего. В 1973 году он уволился из рядов армии США и вернулся домой в Манхэттен. 
Он освоил профессию столяра и последующие несколько месяцев работал в строительной сфере в статусе самозанятого рабочего.

## Разоблачение
Впервые Дэвид Мейрхофер попал под подозрение правоохранительных органов США после похищения 7-летней Сьюзан Джагер, которая была похищена из палатки во время семейного кемпинга посреди ночи 25 июня 1973 года в округе Галлатин. Через три дня в один из полевых офисов ФБР, расположенных в Денвере, штат Колорадо, поступил звонок от человека, который представился похитителем девочки и потребовал 25 000 долларов в качестве выкупа. 2 июля того же года, аналогичный звонок поступил шерифу округа Галлатин Рону Брауну. На этот раз похититель в качестве выкупа потребовал сумму в размере 50 000 долларов и в качестве доказательства похищения девочки дал описание ее внешности и заявил, что один из пальцев ее рук имеет вполне заметную анатомическую особенность строения, что было впоследствии подтверждено ее родственниками, однако полицейская операция с целью передачи выкупа и задержания преступника не удалась, так как в назначенное место за выкупом никто не явился. 24 сентября 1973 года похититель позвонил в дом семьи Джагер и пообщался со старшим братом Сьюзан — 16-летним Дэниелом. Во время звонка неизвестный в качестве доказательства своей причастности к совершению похищения упомянул о предыдущих звонках, сделанных шерифу и в полевой офис ФБР. К тому времени, в целях негласного слухового контроля и фиксации телефонных переговоров, домашний телефон семьи Джагер был поставлен на прослушивание с использованием специальных технических средств, благодаря чему исходящий звонок от похитителя был записан на аудиопленку. Впоследствии ФБР было установлено, что похититель звонил со станции технического обслуживания транспортных средств, расположенной в городе Шайенн, штат Вайоминг. 
В феврале 1974 года на заброшенном ранчо под названием «Lockhart Ranch» в городе Три-Форкс было обнаружено более 1000 костных фрагментов скелетов двух тел, одно из которых согласно результатам судебно-медицинской экспертизы принадлежало девочке в возрасте 6—8 лет, а другой девушке — 18—20 лет. Спустя 4 месяца, 25 июня 1974 года, преступник снова позвонил в дом семьи Джагер и в течение последующего часа вел беседу с матерью похищенной девочки. Во время беседы похититель снова поведал описание внешности Сьюзан, признался в совершении всех предыдущих звонков и заявил о том, что не может вернуть девочку. Через несколько дней в полицию обратился житель города Три-Форкс по имени Ральф Грин, который заявил, что ему пришел счет на оплату телефонного звонка, сделанного 25 июня, который он не совершал. Во время обследования телефонного кабеля возле дома Грина полицией был обнаружен голосовой шлюз и другие приспособления, которые были встроены в разрыв линии, с помощью которых злоумышленник совершил исходящий звонок в дом семьи Джагер. В ходе расследования ФБР заявило, что столь обширными знаниями по эксплуатации и техническому обслуживанию средств связи может обладать человек, получивший образование в данной отрасли, либо проходивший военную службу в войсках связи, после чего профилерами ФБР был составлен психологический профиль подозреваемого. В соответствии с ним, подозреваемый был местным жителем, белым человеком в возрасте 25—30 лет, который проходил военную службу в армии, но имел проблемы с коммуникабельностью и репутацию социального изгоя. 
В ходе оперативно-розыскных мероприятий выяснилось, что Дэвид Мейрхофер очень точно соответствует профилю подозреваемого. Было установлено, что течение 1973—1974 годов Мейрхофер часто появлялся в городе Три-Форкс, где проводил строительно-монтажные работы на различных ранчо, в том числе на ранчо «Lockhart Ranch», где были обнаружены останки двух жертв. Проверка графика перемещений Мейрхофера показала, что в сентябре 1973 года он находился на территории штата Вайоминг, квитанция о посещении его автомобилем одной из транспортных весовых станций в городе Шайенн была выдана 24 сентября 1973 года, в день, когда был совершен звонок со станции технического обслуживания в штате Вайоминг в дом семьи Джагер. На основании этих доказательств, в августе 1974 года Мейрхофер был задержан и подвергнут допросу. Однако Дэвид категорически отказался признать себя виновным в похищении Сьюзан Джагер. В попытке доказать свою непричастность он согласился пройти допрос под влиянием сыворотки правды и пройти проверку на детекторе лжи, результаты которых были признаны неубедительными, но так как прямых улик против него не существовало, его в конечном итоге были вынуждены отпустить. Аудиозапись его показаний во время допроса была продемонстрирована родителям похищенного ребенка, которые, прослушав аудиозапись, определили голос Мейрхофера как принадлежащий человеку, который звонил ранее. На протяжении сентября 1974 года мать Сьюзан Джагер несколько раз встречалась с Дэвидом Мейрхофером, обвиняя его в убийстве своей дочери и убеждая сознаться. После одной из таких встреч, 24 сентября 1974 года, похититель снова позвонил родителям Сьюзан Джагер и гневно заявил, что они никогда больше не увидят девочку живой по причине их сотрудничества с правоохранительными органами. Во время телефонного разговора мать Сьюзан опознала звонившего как Мейрхофера и назвала его по имени, на что звонивший никак не отреагировал. Этот звонок также был записан ФБР, которое на основании результатов аудиофоноскопической экспертизы установили, что звонившим был Мейрхофер, вследствие чего он был арестован на следующий день. Во время обыска его дома и салона автомобиля были найдены окровавленные женские вещи, множество замытых пятен крови, человеческая рука и несколько пальцев, которые Мейрхофер хранил в холодильнике.
Узнав об этом, 29 сентября того же года Мейрхофер дал признательные показания в похищении и убийстве Сьюзан Джагер и убийстве 19-летней Сандры Смолиген, которая пропала без вести 10 февраля 1974 года. Во время допроса Мейрхофер признался, что пытался завязать интимные отношения с Сандрой Смолиген, но девушка ответила отказом, после чего он похитил ее, связал и заткнул ей рот кляпом, вследствие чего Смолиген погибла от удушья. Согласно его показаниям, он зарезал Сьюзан Джагер после того, как девочка стала оказывать ему сопротивление в скором времени после похищения. Мотив совершения похищения Джагер так и не был установлен, Мейрхофер отрицал версию о том, что совершил похищение с целью изнасилования ребенка. После убийств преступник расчленил трупы жертв с помощью ножа и бензопилы и сжег их останки на костре, после чего разбросал кости и пепел в лесистой местности ранчо «Lockhart Ranch». Также Мейрхофер неожиданно признался в совершении убийств 13-летнего Бернарда Поулмена, который был застрелен на мосту в городе Три-Форкс, и в убийстве 12-летнего Майкла Рэйни, который был избит до смерти 5 мая 1968 года во время практических занятий на свежем воздухе местной организации Скаутского движения. Мотива совершения этих убийств также не было найдено. В случае с убийством Рэйни Дэвид Мейрхофер заявил, что перед совершением преступления почувствовал непреодолимое влечение к убийству ребенка.

## Смерть
После ареста во время расследования Дэвид Мейрхофер содержался в тюрьме округа Галлатин, где 29 сентября 1974 года через четыре часа после дачи признательных показаний совершил самоубийство, повесившись на полотенце.